# Góra (Cześniki-Kolonia)
Góra – część wsi Cześniki-Kolonia w Polsce położona w województwie lubelskim, w powiecie zamojskim, w gminie Sitno.
W miejscowości jest sołectwo Cześniki-Kolonia Górna.
W latach 1975–1998 miejscowość należała administracyjnie do województwa zamojskiego.